# Eric Lenneberg
Eric Heinz Lenneberg (19 de septiembre de 1921, Düsseldorf, Alemania - 31 de mayo de 1975) fue un lingüista y neurólogo alemán de origen judío, pionero en las ideas de la adquisición del lenguaje y la psicología cognitiva, reconocido sobre todo por sus trabajos sobre los aspectos biológicos del lenguaje. Fue el primero que propuso que la capacidad humana del lenguaje solo puede explicarse con base en las propiedades biológicas del cerebro humano y del tracto vocal. Exploró la evidencia de que la capacidad lingüística del ser humano es una forma especializada de una capacidad cognitiva más general, y no un desarrollo de una vocalización animal o una comunicación no vocal. Su libro, Biological Foundations of Language, de 1967, es ahora un clásico del tema.

«(Eric Lenneberg) parte de una premisa biológica general según la cual la constitución específica de cada animal es al mismo tiempo parte del todo orgánico existente y, a la vez, la conducta general de este animal integra su constitución en una relación de estructura a función que posibilita considerar a la segunda como una manifestación de la primera.»
Miguel A. Padrón R.

## Primeros años
Abandonó la Alemania nazi por la creciente persecución. Inicialmente se mudó a Brasil con su familia y luego a Estados Unidos, donde estudió en la Universidad de Chicago y en la Universidad de Harvard. Fue profesor de psicología y neurobiología. Dio cátedra en la Facultad de Medicina de Harvard, en la Universidad de Míchigan en Ann Arbor y la Universidad Cornell.
El postulado científico de 1964 de Lenneberg, "La capacidad de adquisición del lenguaje", originalmente publicado en 1960, prepara los cuartos argumentos seminales acerca de la capacidad humana biológica específica del lenguaje, los cuales se fueron revelados en su investigación y en discusiones con George A. Miller, Noam Chomsky y con otros en Harvard. Esto fue popularizado por Steven Pinker en su libro El instinto del lenguaje. Lenneberg presenta cuatro argumentos acerca de los aspectos biológicos innatos para las capacidades psicológicas, paralelas a los argumentos en biología de los aspectos innatos de las características psicológicas:
- Apariencia universal de un rasgo común en un único tiempo a través de una especie. Rasgos de "especies típicas" .
- Apariencia universal a través del tiempo por un grupo. No solo un artefacto de historia cultural. Otra vez diagnóstico, Diagnóstico Característico "Especies típicas".
- No aprender el rasgo característico es posible.
- Desarrollo individual de un rasgo rígidamente sigue un itinerario dado a pesar de la experiencia particular de un organismo.

En Fundamento biológico del lenguaje adelantó la hipótesis de un periodo crítico para el desarrollo del lenguaje; un tema que todavía es controvertido y es tema de debate. El acercamiento biológico al lenguaje fue relacionado con desarrollos como la teoría motor de percepción del discurso desarrollada por Alvin Liberman y colegas en los Laboratorios Haskins y también antecedentes históricos proveídos para que surgieran otras emergentes en filosofía personifícada y cognición personifícada.

## Obras

### De Eric Lenneberg
- Biological Foundations of Language. New York: John Wiley & Sons, 1967. ISBN 0-471-52626-6
- The Capacity of Language Acquisition in Fodor and Katz, 1964. Fodor, Jerry and Jerrold Katz, ed. 1964.
- The Structure of Language. Englewood Cliffs, NJ: Prentice Hall. The Fodor & Katz volume is a collection of papers around early Chomskyan linguistics, phonology, grammar, semantics.